# Grania cinctura
Grania cinctura är en ringmaskart som beskrevs av DeWit och Erséus 2007. Grania cinctura ingår i släktet Grania och familjen småringmaskar. Inga underarter finns listade i Catalogue of Life.